# Anthoxanthum gracile
Anthoxanthum gracile är en gräsart som beskrevs av Antonius de Bivona-Bernardi. Anthoxanthum gracile ingår i släktet vårbroddssläktet, och familjen gräs. Inga underarter finns listade i Catalogue of Life.